# Оганджанян, Арарат Арамаисович
Арарат Арамаисович Оганджанян (арм. Արարատ Արամայիսի Օհանջանյան; род. 29 мая 1968, Сос) — политик непризнанной Нагорно-Карабахской Республики.

## Биография
Арарат Оганджанян родился 29 мая 1968 года в селе Сос Мартунинского района Нагорно-Карабахской АО Азербайджанской ССР. Окончил в 1985 году среднюю школу в селе Сос. В том же году поступил на факультет стоматологии медицинского института города Баку. В 1986-88 годах служил в рядах советской армии. Когда в 1988 году начался Карабахский конфликт, Оганджанян продолжил учёбу на факультете стоматологии Ереванского медицинского института, который окончил в 1992 году.
После окончания института Оганджанян вернулся в Нагорный Карабах, участвовал в оборонительных боях за село Сос против азербайджанских войск. В 1992-94 годах работал в военно-полевом госпитале Мардакертского района в качестве врача-анестезиолога. В 1994-97 годах работал в онкологическом диспансере непризнанной НКР. В 1997-98 годах был заведующим отделением ОРИТ, а в 1998—2003 годах — заместителем главного врача по лечебной части в республиканской больнице. В 2003 году учился в Московском институте трансплантации, переквалифицировавшись во врача-нефролога в отделе гемодиализа. В 2004 году при его непосредственном участии в республиканской больнице был открыт отдел гемодиализа. В 2007 году был назначен исполнительным директором ЗАО «Республиканская больница», работая по совместительству врачом-анестезиологом-реаниматологом.
18 июля 2020 года назначен министром здравоохранения НКР.
Женат, имеет 4 детей.

## Политическая деятельность
23 мая 2010 года на парламентских выборах 5 созыва Национального собрания Республики Арцах был избран депутатом по пропорциональным спискам партии «Свободная родина» («Азат Айреник»). Член комиссии по социальным вопросам, а с 2012 года и по вопросам здравоохранения. В 2015 году был избран депутатом парламента НКР 6 созыва, заместитель председателя комиссии по социальным вопросам и здравоохранению. Член партии «Свободная родина». Член президиума партии «Свободная родина». Член фракции «Родина».

## Награды
Медаль «Вачаган Барепашт» (2012).